# Женская сборная Гуама по софтболу
Женская национальная сборная Гуама по софтболу — представляет Гуам на международных софтбольных соревнованиях. Управляющей организацией является Ассоциация софтбола Гуама (англ. Guam Amateur Softball Association).

## Результаты выступлений

### Чемпионаты мира
| Год        | Победы         | Поражения      | Место          |
| ---------- | -------------- | -------------- | -------------- |
| 1965—1978  | не участвовали | не участвовали | не участвовали |
| 1982       |                |                | 18             |
| 1986—н. в. | не участвовали | не участвовали | не участвовали |

### Тихоокеанские игры
| Год  | Победы | Поражения | Место      |
| ---- | ------ | --------- | ---------- |
| 1971 |        |           | 1          |
| 1975 |        |           | 02 ! [ 3 ] |
| 1991 |        |           | 3          |
| 1999 |        |           | 3          |